# Giuseppe Sacchi (imprenditore)
Giuseppe Sacchi detto Peppo (Como, 12 dicembre 1932) è un regista e produttore televisivo italiano.
È stato il fondatore di Telebiella, la prima rete televisiva italiana a gestione privata.

## Biografia
Figlio di un insegnante di tessitura comasco trasferitosi a Biella, dopo gli studi al Centro Sperimentale di Cinematografia Sacchi ha lavorato come regista alla RAI realizzando alcune trasmissioni anche in ambito musicale, tra cui la miniserie televisiva Il giro del mondo in 80 giorni, con i pupazzi animati di Giorgio Ferrari e con i testi di Umberto Simonetta ed Enrico Vaime. In seguito ha collaborato con la Radiotelevisione svizzera di lingua italiana.
Nel 2011 ha pubblicato il libro Telebiella il Crepuscolo della TV, romanzo-documento sulla storia di Telebiella. In quest'opera, Sacchi - attraverso curiosi e divertenti aneddoti - racconta l'esperienza della televisione da lui creata.
È stato il marito di Ivana Ramella prima annunciatrice di Telebiella, deceduta il 4 aprile 2024 .